# Stephan Plottès
Stephan Plottès de son vrai nom Stéphane Plottes, né le 11 octobre 1966 à Vielsalm (province de Luxembourg) et mort le 21 mai 2020 à Sibret dans la même province, est un auteur de bande dessinée belge francophone.

## Biographie
Stéphane Plottes naît le 11 octobre 1966 à Vielsalm,,.
Après des études aux Beaux-Arts de Liège - École supérieure des Arts, il devient coloriste dans un studio de dessins animés puis livreur de médicaments pour finir en usine où il conçoit et dessine des revêtements de sol. Ensuite, il s'adonne enfin à ses deux passions, la bande dessinée qu'il aime depuis toujours, et la musique, il est guitariste du groupe rock Sarah tue moi. Il fait une rencontre marquante en la personne de Vincent De Raeve lors d'une réunion d'information syndicale alors qu'il venait de publier L'Usine un témoignage fort sur la vie ouvrière dans une usine papetière de Gaume et il illustre Carnets d'un garde-chasse publié par Couleur livres en 2007, un livre écrit par Vincent De Raeve. Il dessine Assis Debout, qu'il réalise en noir et blanc sur un scénario du même auteur, publié par l'éditrice Marie Moynard dans la collection « Un roman graphique » des éditions Des ronds dans l'O. C'est son premier album de bande dessinée.
Il s'associe à la scénariste française Sylvie Doumet pour la réalisation de son deuxième one shot : Le Monde rose publié dans la collection « Absinthe » aux éditions Les Enfants Rouges en 2010. Ce deuxième roman graphique conte le parcours à rebours d'une quadragénaire silencieuse et mélancolique.
Il livre encore Indépendance béquille sur un scénario de la même scénariste dans la collection « Zone Rouge » aux éditions Objectif Mars en août 2014. Depuis, il ne publie plus.
Il meurt le 21 mai 2020 à Sibret, à l'âge de 53 ans,.

### Vie privée
Il résidait à Bastogne et son compte Facebook nous apprend qu'il était célibataire.

## Œuvres

### Romans graphiques
- Assis debout[5],[4],[6], Des ronds dans l'O, coll. « Un roman graphique », Vincennes, avril 2008
Scénario : Vincent De Raeve - Dessin : Stephan Plottès - Couleurs : noir et blanc -  (ISBN 9782917237014)

- Le Monde rose[7], Les Enfants Rouges, coll. « Absinthe », Vallauris, juin 2010
Scénario : Sylvie Doumet - Dessin : Stephan Plottès - Couleurs : noir et blanc -  (ISBN 9782354190385)

- Indépendance béquille[10], Objectif Mars, coll. « Zone rouge », Sézanne, juin 2010
Scénario : Sylvie Doumet - Dessin : Stephan Plottès - Couleurs : noir et blanc -  (ISBN 979-10-92505-02-3)

### Illustrations
- Vincent De Raeve, Carnets d’un garde-chasse, Couleur livres, 2007[11].

#### Livres
: document utilisé comme source pour la rédaction de cet article.
- Philippe Mellot, Michel Denni, Laurent Turpin et Isabelle Morzadec, Trésors de la bande dessinée : BDM 2023-2024 - Catalogue encyclopédique et Argus, Paris, Les Arènes, novembre 2022, 23e éd., 1677 p., ill. ; 23 cm (ISBN 9791037507280, OCLC 1351462460, présentation en ligne), p. 92, 854. .

#### Interviews
- Vincent De Raeve et Stéphan Plottes (interviewés), « Vincent de Raeve et Stéphan Plottes pour Assis debout », Sceneario,‎ 2008 (lire en ligne, consulté le 31 août 2023).
- Stephan Plottès (interviewé par Jean-Jacques Procureur), « 5 questions à Stephan Plottès », Graphivore,‎ 1er décembre 2008 (lire en ligne, consulté le 31 août 2023).
- Vincent De Raeve et Stéphan Plottes (interviewés par Spooky), « Interview de Vincent De Raeve et Stephan Plottès », bdtheque,‎ 5 décembre 2008 (lire en ligne, consulté le 31 août 2023).